# Caserma Ruggiero Stella
La caserma Ruggiero Stella è un complesso architettonico ad uso militare, situato a Barletta in via Andria nº 82 a Barletta.

## Storia
La caserma fu intitolata alla memoria del sergente barlettano Ruggero Stella, caduto durante la Battaglia di Culquaber il 21 novembre 1941. 
Fu costruita tra il 1930 e il 1940. Nel 1941, quale sede del 309 reggimento fanteria Regina, prestó servizio come sottufficiale Gianni Brera . 
Ebbe poi sede il centro di liberazione alleato dal 1943 al 1945 e il campo profughi ebrei dal 1946 al 1950.
Durante gli anni della leva obbligatoria, ha ospitato il centro reclute, in cui hanno servito, tra gli altri, Roberto Mancini, Paolo Maldini, Carlo Ancelotti e Roberto Baggio.
Dal 1998 è sede del 82º Reggimento fanteria "Torino", dipendente dalla Brigata meccanizzata "Pinerolo". È saltuariamente resa visitabile. 

Il campo profughi ebrei, 1947
Il campo profughi ebrei, 1947
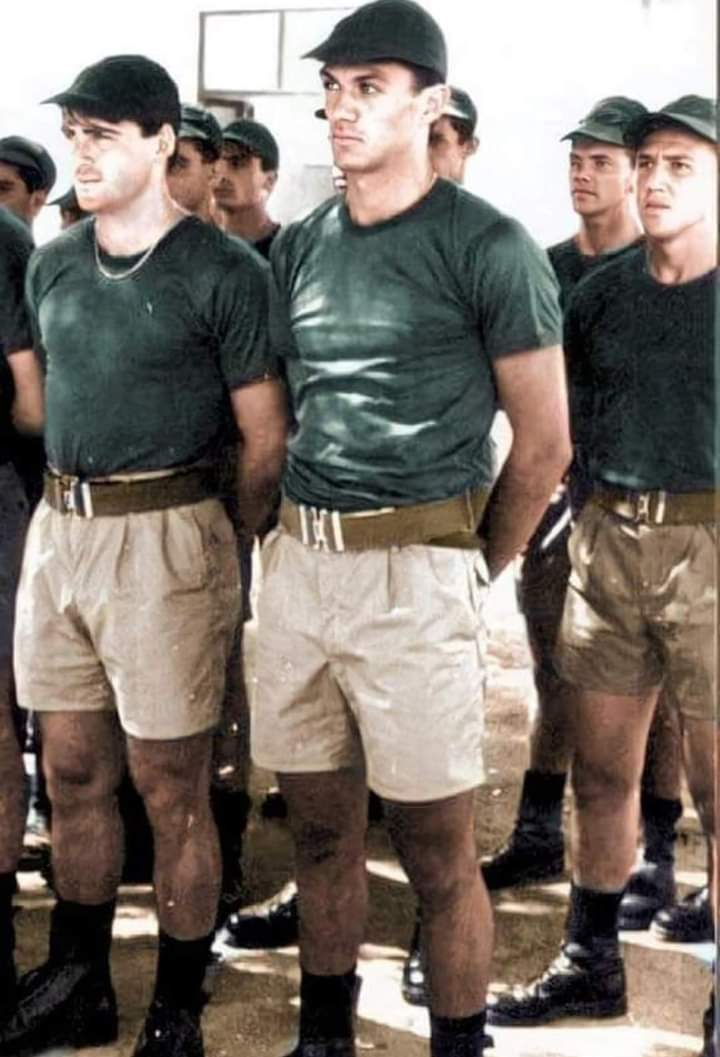
Roberto Mancini e Paolo Maldini nella caserma Stella, luglio 1998